# Valene Kane
Valene Kane (Newry, 30 gennaio 1987) è un'attrice irlandese.
Kane è meglio conosciuta per avere interpretato Rose Stagg, l'ex fidanzata del serial killer Paul Spector, nella serie The Fall - Caccia al serial killer e per il suo ruolo di Lyra Erso in Rogue One: A Star Wars Story.
Kane ha vinto il BBC Audio Drama Award come miglior attore non protagonista per il suo ruolo in The Stroma Sessions.
Nel 2013, Kane ha interpretato il ruolo di protagonista nell'opera teatrale di Strindberg La signorina Julie alla nuova fondazione di lettura Rep.

## Filmografia parziale

### Cinema
- '71, regia di Yann Demange (2014)
- The Hoarder, regia di Matt Winn (2015)
- Rogue One: A Star Wars Story, regia di Gareth Edwards (2016)
- Profile, regia di Timur Bekmambetov (2018)
- Nowhere Special - Una storia d'amore (Nowhere Special), regia di Uberto Pasolini (2020)

### Televisione
- The Fall - Caccia al serial killer – serie TV, 11 episodi (2013-2016)
- The Other Guy – serie TV, 10 episodi (2017-2019)
- Death and Nightingales, regia di Allan Cubitt – miniserie TV, 2 puntate (2018)
- Gangs of London – serie TV, 10 episodi (2020-2022)
- Il re d'inverno - Artù, dal mito alla leggenda (The Winter King) – serie TV, 9 episodi (2023)
- Blue Lights – serie TV, 4 episodi (2023)
- Non dire niente (Say Nothing), regia di Michael Lennox, Mary Nighy e Anthony Byrne – miniserie TV, puntata 9 (2024)

## Doppiatrici italiane
Nelle versioni in italiano delle opere in cui ha recitato, Valene Kane è stata doppiata da:
- Georgia Lepore in The Fall - Caccia al serial killer
- Federica De Bortoli in Rogue One: A Star Wars Story
- Debora Magnaghi in Gangs of London
- Ughetta D'Onorascenzo ne Il re d'inverno - Artù, dal mito alla leggenda